# Johanna Götting
Johanna Götting (* 2004) ist eine deutsche Schauspielerin.

## Leben
Nach dem Abitur – Schwerpunkte Politik, Theater und Philosophie – am Heilwig Gymnasium in Hamburg - Alsterodorf besuchte Johanna Götting mehrere Workshops und Coachings für Schauspiel. Seit 2015 nimmt sie an einer privaten Hochschule Schauspielunterricht. Im April 2024 besuchte sie einen Theaterworkshop an der Royal Academy of Dramatic Art (RADA) in London.

## Karriere
Johanna Götting gab 2017 ihr Schauspieldebüt als Kiara in drei Folgen der Fernsehserie Die Pfefferkörner. 2023 war sie in World on Fire und im selben Jahr im mehrfach ausgezeichneten Kinofilm Das Lehrerzimmer von Regisseur İlker Çatak als Anna zu sehen. Die Regisseure Lars Jessen und Jonas Grosch besetzten Johanna Götting 2023 für ihre Wacken-Open-Air-Serie Legend of Wacken.
2024 war sie außerdem in Nord bei Nordwest – Der doppelte Lothar als Anna Müller, in Wer ohne Schuld ist als Pia Heiliger und im Tatort Borowski und das ewige Meer als Leonie Mewes zu sehen.

## Privatleben
Johanna Götting engagiert sich für die Gesellschaft, wie zum Beispiel für die ehrenamtliche Organisation Post mit Herz und wohnt in Berlin.

## Filmografie
- 2017–2024: Die Pfefferkörner (Fernsehserie, 4 Folgen)
- 2023: Das Lehrerzimmer (Kinofilm)
- 2023: Legend of Wacken (Miniserie)
- 2024: Nord bei Nordwest: Der doppelte Lothar (Fernsehreihe)
- 2024: Wer ohne Schuld ist (Fernsehfilm)
- 2024: Tatort: Borowski und das ewige Meer (Fernsehreihe)
- 2025: In aller Freundschaft – Die jungen Ärzte (Fernsehserie, Folge Bindungen)